# Räckåtjärnen
Räckåtjärnen är en sjö i Malung-Sälens kommun i Dalarna och ingår i Dalälvens huvudavrinningsområde. Sjön har en area på 0,0778 kvadratkilometer och ligger 448,1 meter över havet. Vid provfiske har mört och öring fångats i sjön.

## Delavrinningsområde
Räckåtjärnen ingår i det delavrinningsområde (673425-136386) som SMHI kallar för Utloppet av Rönnhällsjön. Medelhöjden är 463 meter över havet och ytan är 26,04 kvadratkilometer. Det finns ett avrinningsområde uppströms, och räknas det in blir den ackumulerade arean 35,39 kvadratkilometer. Ällingån som avvattnar avrinningsområdet har biflödesordning 3, vilket innebär att vattnet flödar genom totalt 3 vattendrag innan det når havet efter 415 kilometer. Avrinningsområdet består mestadels av skog (70 procent) och sankmarker (13 procent). Avrinningsområdet har 3,33 kvadratkilometer vattenytor vilket ger det en sjöprocent på 12,8 procent.